# St. Servatius (Brunskappel)

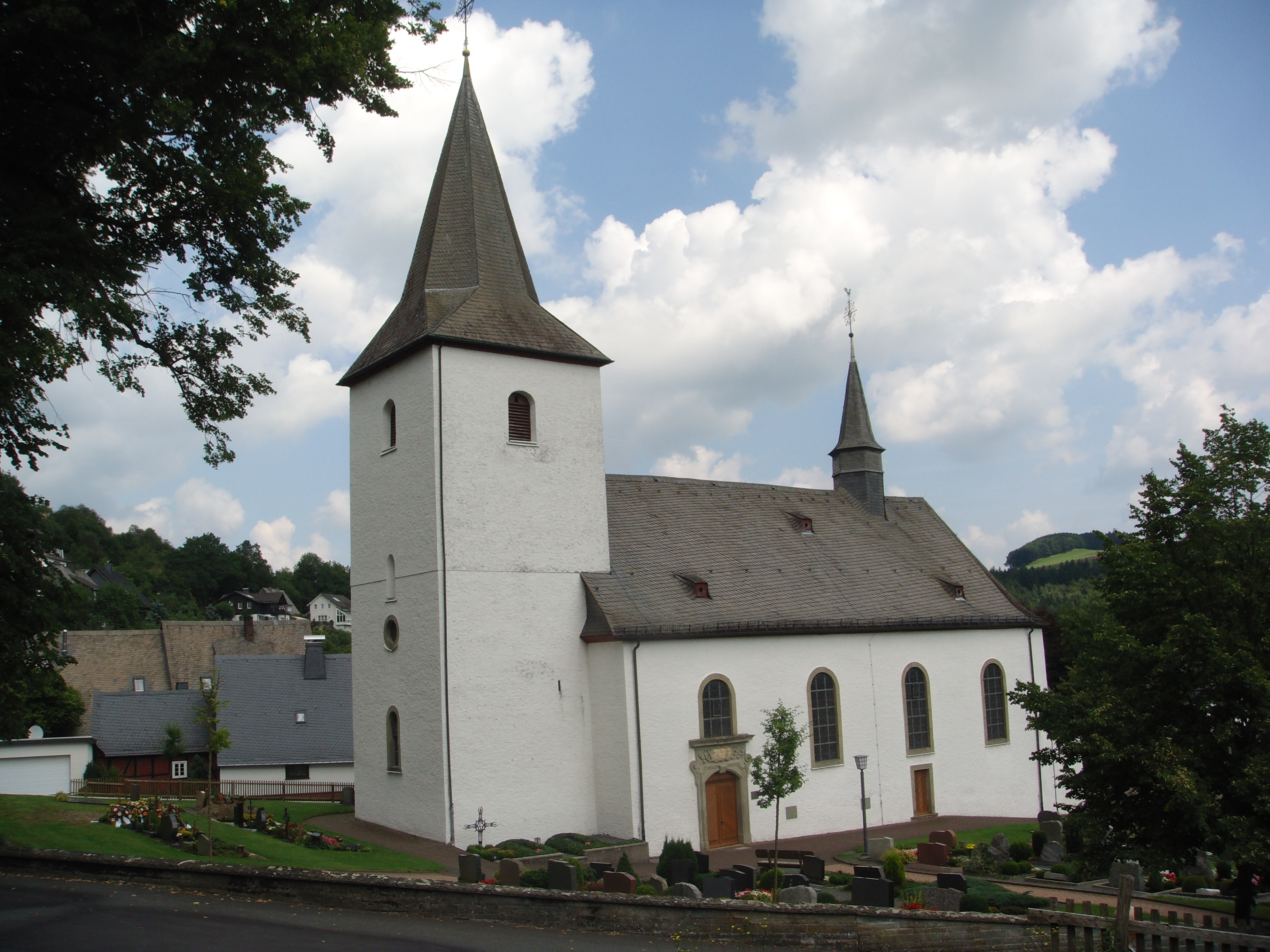
St. Servatius (August 2010)

Die katholische Pfarrkirche St. Servatius ist ein denkmalgeschütztes Kirchengebäude in Brunskappel, einem Ortsteil der Stadt Olsberg im Hochsauerlandkreis (Nordrhein-Westfalen).

## Geschichte und Architektur

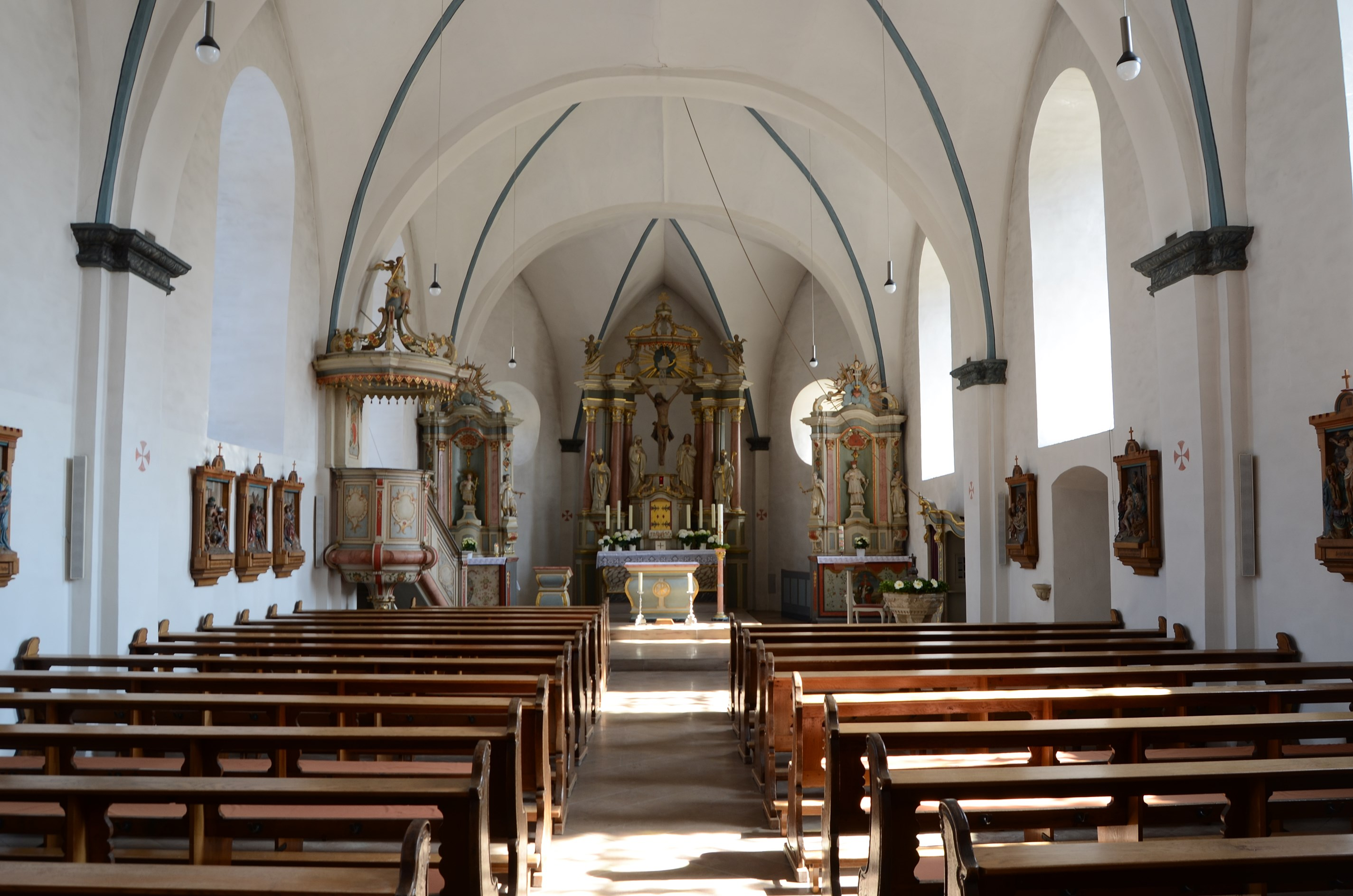
Innenansicht in Richtung zum Chor (2013)

Der Ortsname, der sich von Brunonis Capella ableitet, deutet auf eine Gründung des Kölner Erzbischofs Bruno (953–963) hin. Erzbischof Anno II. übertrug die Kirche im Jahr 1072 dem neugegründeten Kloster Grafschaft. Anscheinend war die alte Kirche 1759 abgebrannt, denn in diesem Jahr erhielt der örtliche Pastor vom Kölner Weihbischof die Erlaubnis, die neu errichtete Kirche zu benedizieren. Anscheinend zog sich die Erneuerung der dem Hl. Servatius geweihten Kirche noch bis zum Jahr 1764 hin. Das Bruchsteinmauerwerk des einschiffigen, vierjochigen Gebäudes mit Drei-Sechstel-Schluss wurde verputzt. Die Gewölbe bestehen aus gebogenen Eichensparren mit Wellenwerk. Die Wandpilaster wurden ohne Sockelprofil, nur mit Kämpfergesims ausgeführt. Die Gurte in Korbbogenform bestehen aus gebogenen Sparren, sie sind am Dachstuhl aufgehängt. Um Grat und Kehlspanten möglichst wenig biegen zu müssen, wurden die hölzernen Gewölbe hoch in das Dach hinaufgezogen. Die Längswände sind durch je vier glatte Rundbogenfenster gegliedert, Die beiden Schrägwände des Chores durch querovale Fenster. Die Tür- und Fensterumrahmungen wurden aus Sandstein gemauert. Eine kleinere Tür, 1,00 × 2,00 m groß, ist unter dem Südfenster vor dem Tor eingebaut; vermutlich war sie ein älterer Eingang. Die Dächer sind mit Schiefer gedeckt, über dem letzten Schiffsjoch steht ein sechsseitiger Dachreiter mit kleinen Schallöffnungen. Der Kirchenfußboden ist mit Steinplatten belegt. Die Kirche wurde 1968 und 1998 umfangreich renoviert.

### Westturm
Der Turm wurde im 13. Jahrhundert errichtet. Das Orgelgeschoss ist in West-Ost-Richtung mit einer Halbkreistonne gewölbt. Die Westfenster wurden im 20. Jahrhundert vergrößert. Eine Treppe in der stärkeren Südwand führt über das Gewölbe des Orgelgeschosses in die mit einem Rundfenster ausgestattete Läutestube. Über dem Fenster ist eine Nische mit der Figur des hl. Servatius eingelassen. Oberhalb der Treppe sind die Turmwände gleich stark. Die Wände der Glockenstube sind durch je eine Schallöffnung mit Rundbogen gegliedert. Der Turmhelm ist ein vierseitiges in ein Achteck übergehendes Zeltdach.

### Südportal
Das Südportal mit reich profilierten Gewänden wurde mit einem Segmentbogenschluss ausgeführt. Auf dem Ornamentfries mit Kartusche, zwischen Schlussstein und Abschlussgesims ist ein Chronogramm zu lesen: DEO ET SANCTO SERVATIO TEMPLO PATROCINANTI (1758).

### Sakristei
Die später angebaute Sakristei mit einem unregelmäßigen 3/6-Schluss bedeckt die östliche Chorwand. Hinter dem querrechteckigen Feld mit Kreuzgewölbe ist ein Tonnengewölbe eingebaut. Der Scheitel des Kreuzgewölbes wurde mit Stuck verziert. Durch das nach Osten abfallende Gelände ergibt sich unter der Sakristei ein gewölbter Keller.

## Ausstattung

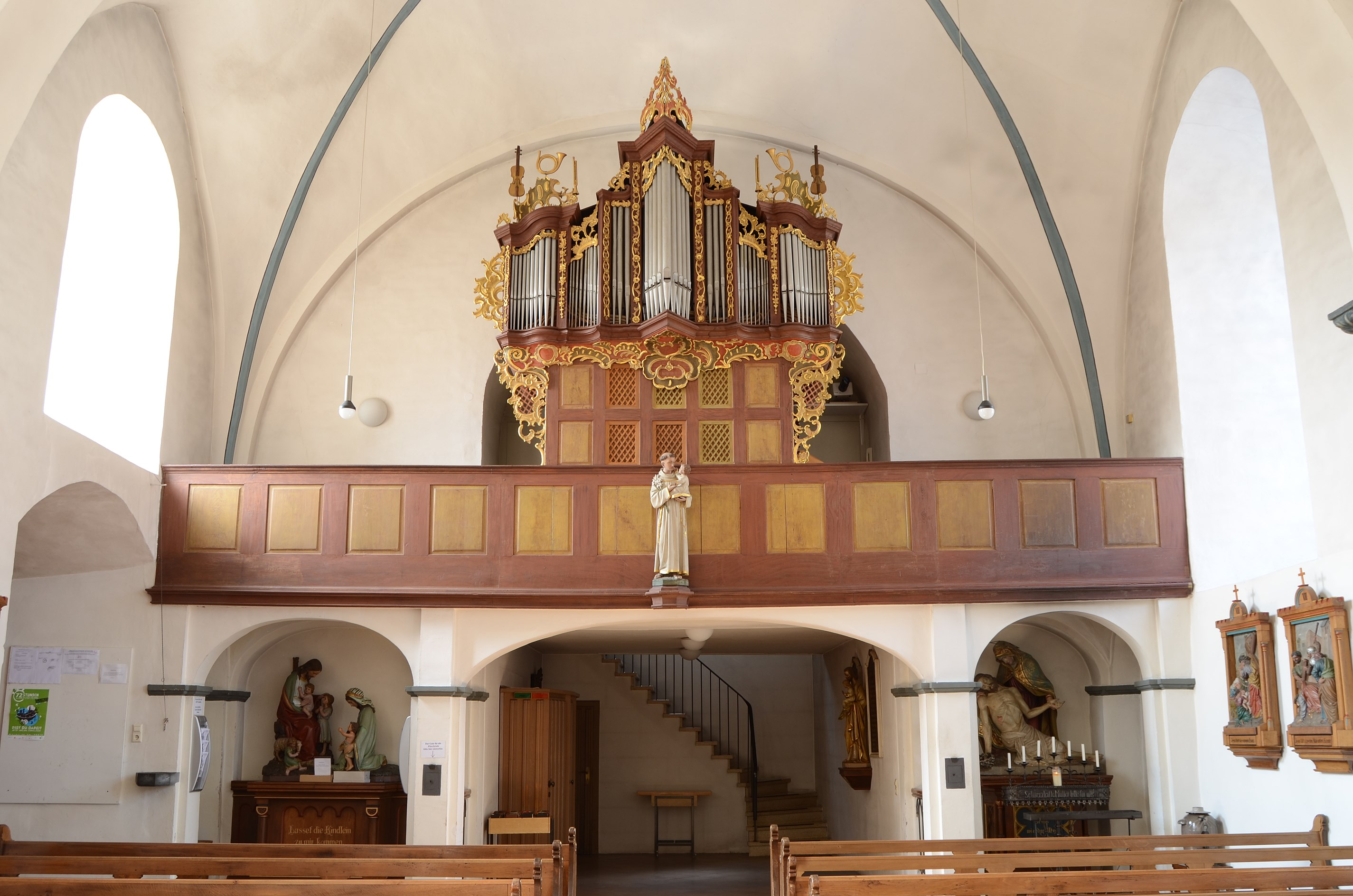
Orgel mit Empore

### Hochaltar
Der Hochaltar aus Holz wurde um 1750 angefertigt. Vor der geschwungenen Rückwand mit beidseitig drei Säulen steht eine Kreuzigungsgruppe. Auf der rechten Seite vor den Säulen steht eine Figur des Kirchengründers Erzbischof Bruno. Er trägt ein Kirchenmodell in der Hand. Links steht der Kirchenpatron. Das verkröpfte Gebälk ist mit zweigeschossigen Voluten bekrönt. Die Putten der geschweiften Gesimsstücke über den äußeren Säulen in Beziehung zur Kreuzigungsgruppe. Der linke trägt eine Lanze, der rechte einen an einem Stab befestigten Schwamm. Die Figuren wurden 1907 erneuert. Nach einem Kirchenbrand 1998 wurde der vor dem Altar stehende Altartisch erneuert.

### Seitenaltäre
Die Seitenaltäre sind einfacher gehalten. Die konkav geschwungene Rückwand war früher mit einem nicht mehr vorhandenen Gemälde ausgestattet. Die Rückwand wird seitlich durch Pilaster, vor denen eine Heiligenfigur steht, begrenzt. Über dem Gebälk tragen Voluten die Heilssymbole.

### Sonstige Ausstattung

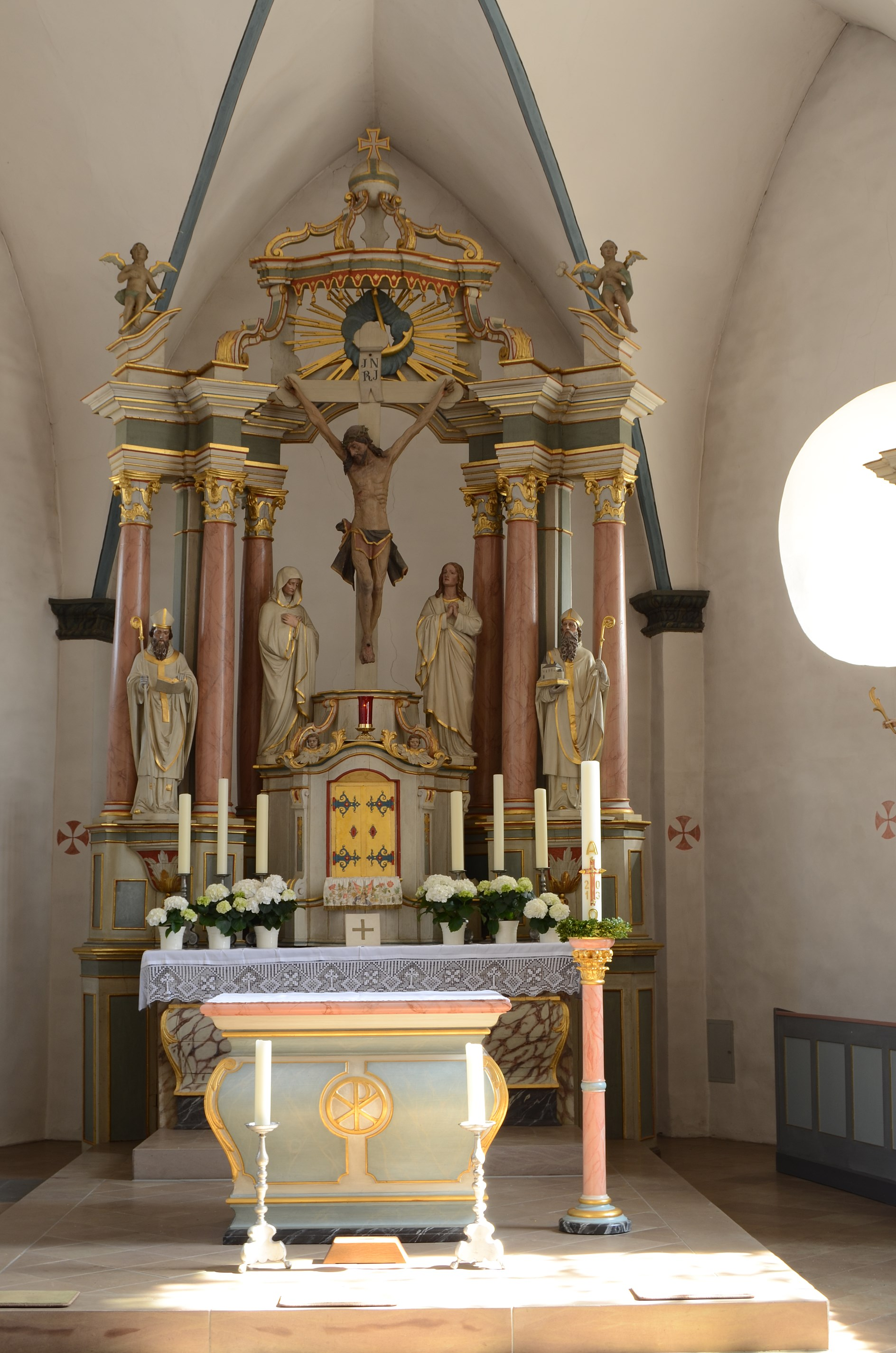
Hochaltar
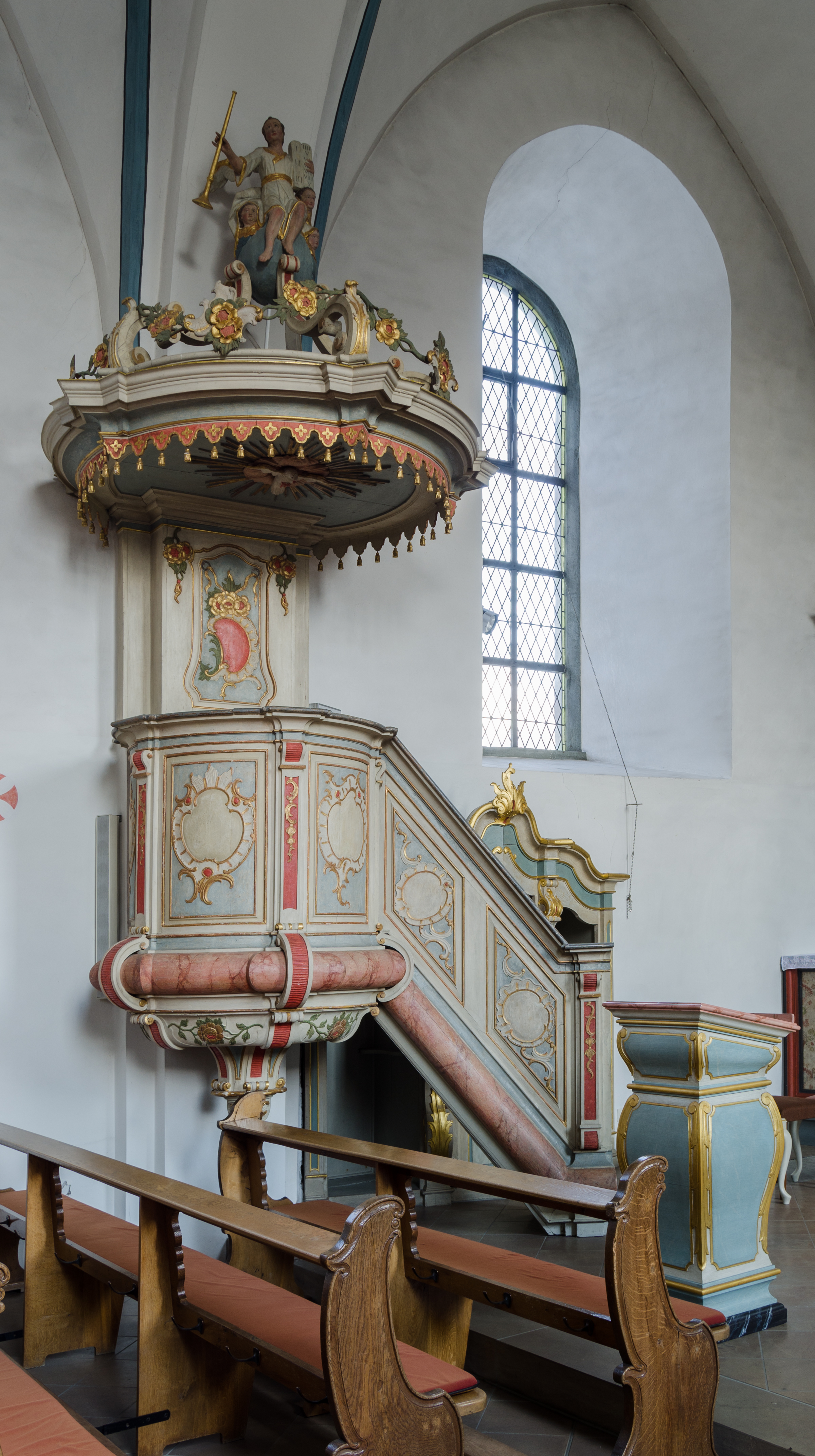
Kanzel
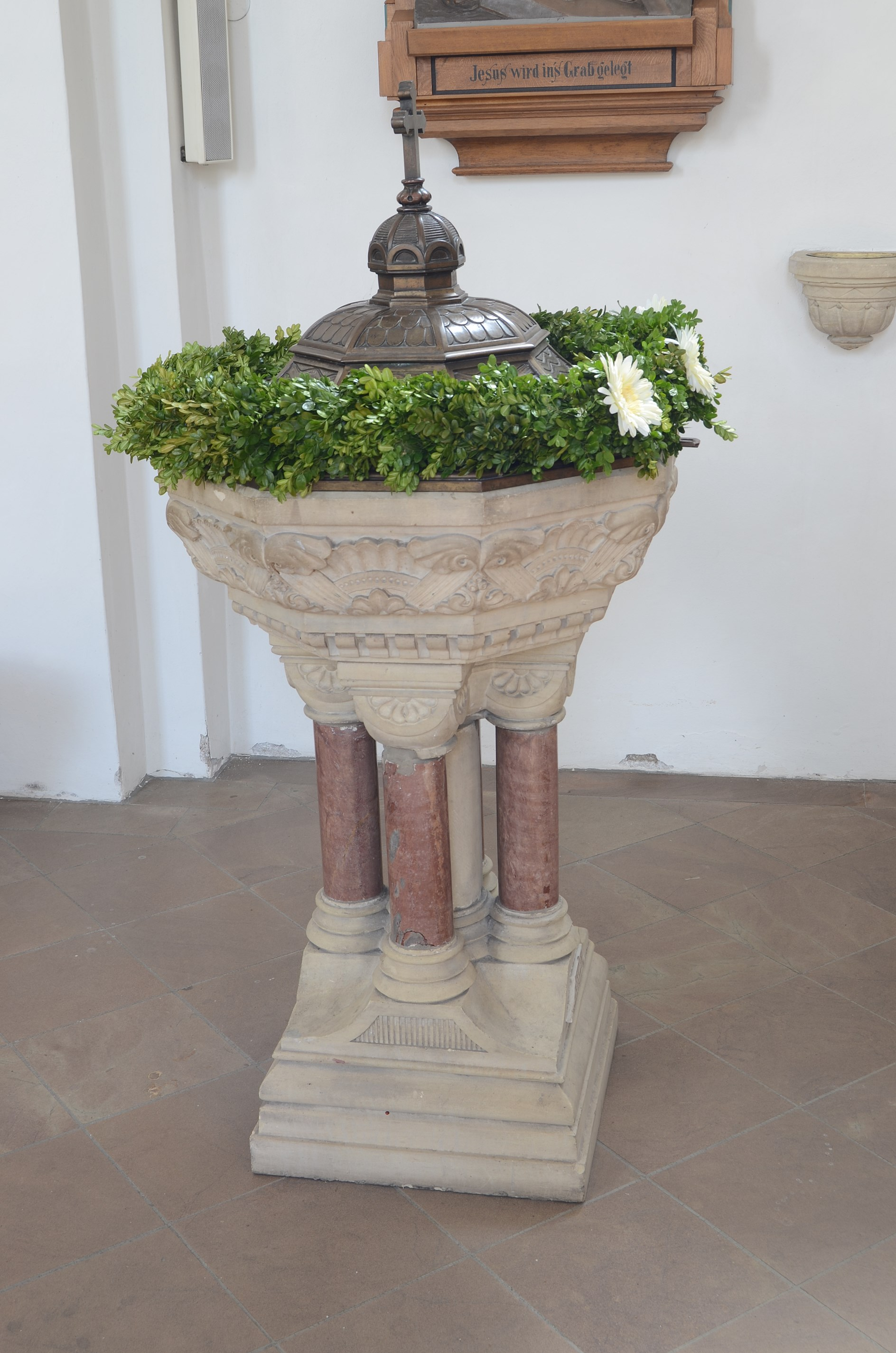
Taufbecken

- Die Kanzel ist mit Rocaille-Füllungen geschmückt. Auf dem Schalldeckel tragen vier mit Blumengewinde verbundene Voluten eine Weltkugel mit dem Engel des jüngsten Gerichts.
- Der Orgelprospekt aus Holz wurde in der Mitte des 18. Jahrhunderts eingebaut. Auf der wellenförmig gegliederten Front mit ansteigenden Verdachungen stehen Musikinstrumente. Der Prospekt wird von muschelartigen, zierlichen Rocailleschnitzereien umrahmt
- Ein Kelch aus vergoldetem Silber trägt das Meisterzeichen IS. Der Fuß ist ein glatter Sechspass mit Gravuren, die Kuppa ruht in einem Korb aus Rankenwerk und Palmettenrand. Der Kelch ist 22 cm hoch.
- Zwei Kelche aus Zinn, einer vom 17. der andere vom 18. Jahrhundert.
- Das silberne Versehgefäß ist 13 cm hoch. Das Ölgefäß in Herzform trägt auf dem Deckel eine Gravur MRA, diese ist von Ranken und Blumen umgeben.
- Die teilweise vergoldete Monstranz aus Silber ist 48 cm hoch. Sie stammt aus einer Augsburger Werkstatt und trägt das Beschau- und Meisterzeichen FIB. Auf einem geschwungenen, sechsteiligen Fuß steht ein Aufbau in Muschelwerk und Rocaille, der oben in geschweiften Gesimsen endet und mit einer Krone abschließt. Hinter der Monstranz ist ein Strahlenkranz angebracht.
- Eine Figur des Johannes Nepomuk aus Weichholz von 1734.[4]